# Darío Rodríguez
Octavio Darío Rodríguez Peña (født 17. september 1974 i Montevideo, Uruguay) er en uruguayansk tidligere fodboldspiller (midterforsvarer/venstre back).
Rodríguez spillede gennem sin karriere 51 kampe for det uruguayanske landshold, hvori han scorede fire mål. Han debuterede for holdet 17. februar 2000 i en venskabskamp mod Ungarn. Han var en del af den uruguayanske trup til VM 2002 i Sydkorea/Japan, og spillede alle holdets kampe i turneringen, der endte med exit efter det indledende gruppespil.
På klubplan spillede Rodríguez mange år i hjemlandet hos Montevideo-storklubben Peñarol. Han havde også et seks år langt ophold hos Schalke 04 i den tyske Bundesliga.